# Markus Schwering

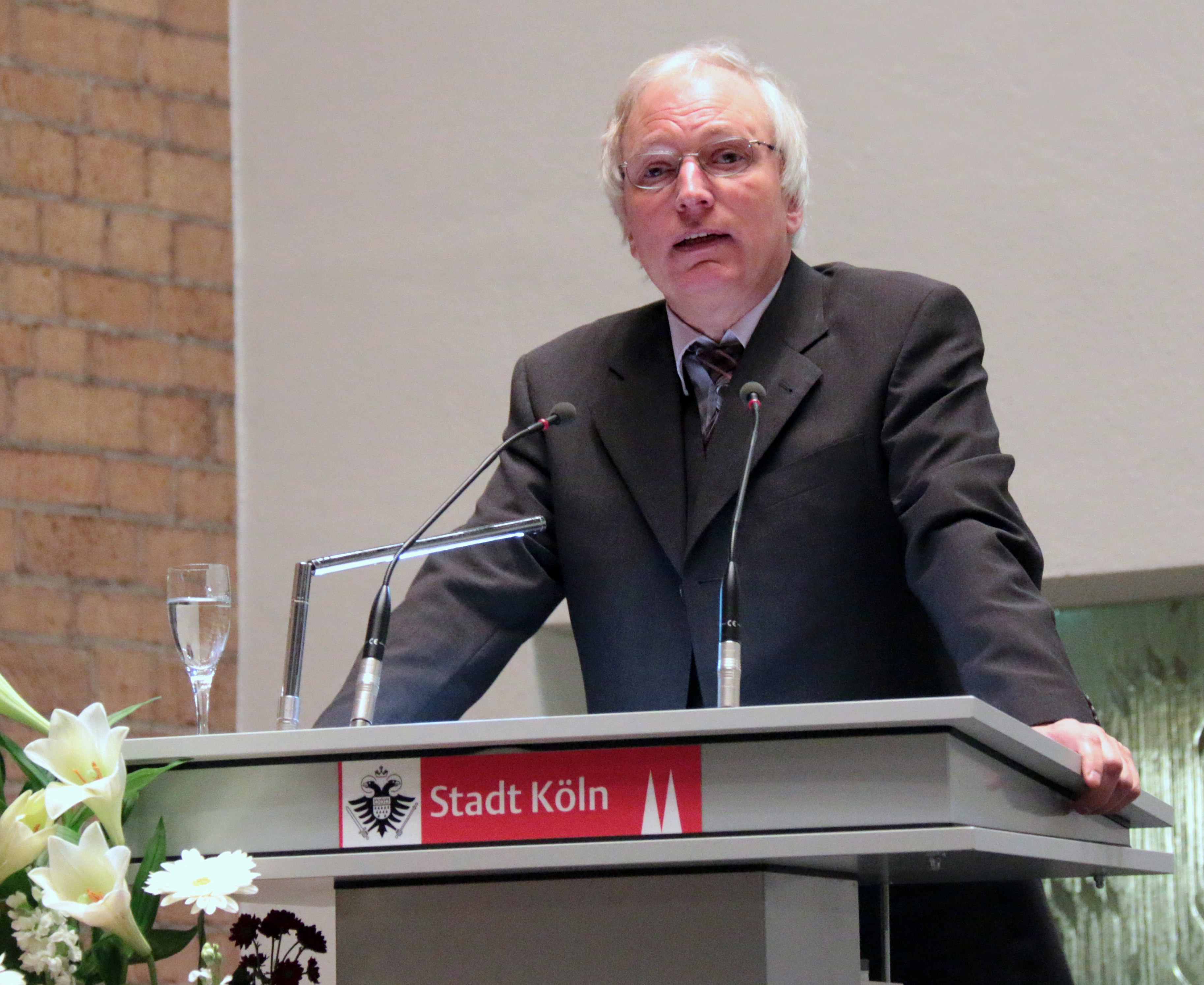
Markus Schwering spricht zum 90ten Geburtstag des Schriftstellers Dieter Wellershoff (2015)

Markus Schwering (* 1956 in Köln) ist ein deutscher Kulturjournalist.

## Leben
Markus Schwering stammt aus der Ehe des Historikers und ehemaligen Direktors am Kölnischen Stadtmuseum Max-Leo Schwering (1924–2016) und dessen Ehefrau Helga, geb. Holzem (1931–2022). Sein Großvater ist der Publizist und CDU-Politiker Leo Schwering, der frühere Kölner Oberbürgermeister Ernst Schwering (1886–1962) ist ein Großonkel.
Schwering studierte in Köln, Bonn und München Germanistik, Geschichte, Philosophie und Musikwissenschaft. Im Jahre 1984 wurde er mit einer Arbeit über Formprobleme des spätromantischen Romans an der Universität zu Köln promoviert. Von 1990 bis 2022 war Markus Schwering Kulturredakteur beim „Kölner Stadt-Anzeiger“, seit 2004 hauptamtlicher Musikkritiker der Zeitung. Er hat zahlreiche Bücher, Hörfunksendungen und Vorträge zu kulturellen Themen veröffentlicht und war Lehrbeauftragter an der Universität zu Köln und der Hochschule für Musik und Tanz Köln.
Schwering war viele Jahre Vorsitzender der Goethe-Gesellschaft in Köln.

## Publikationen (Auswahl)
- Krise und Utopie. Dieter Wellershoff – Leben und Werk. Böhlau, Köln 2025, ISBN 978-3-412-53304-5
- Kölner Literaturgeschichte: Von den Anfängen bis zur Gegenwart (= Veröffentlichungen des Kölnischen Geschichtsvereins, Band 53). Böhlau, Köln 2024, ISBN 978-3-412-52976-5.
- (Als Hrsg. zusammen mit Wilhelm Heinse:) Hildegard von Hohenthal (Taschenbücher zur Musikwissenschaft). Wilhelmshaven 2018, ISBN 978-3-7959-1014-3.
- (Als Hrsg. mit Kommentierung:) Wilhelm Heinrich Wackenroder: Herzensergießungen eines kunstliebenden Klosterbruders/Phantasien über die Kunst (Taschenbücher zur Musikwissenschaft). Wilhelmshaven 2007, ISBN 3-7959-0879-5
- Mozarts Sinfonie D-Dur KV 504: Drama ohne Bühne (Taschenbücher zur Musikwissenschaft). Wilhelmshaven 2006, ISBN 978-3-7959-0876-8.
- (zusammen mit Leo Schwering:) In den Klauen der Gestapo: Tagebuchaufzeichnungen der Jahre 1944–1945. Köln 1990, ISBN 978-3-7616-0937-8.
- Epochenwandel im spätromantischen Roman: Untersuchungen zu Eichendorff, Tieck und Immermann (zugleich Dissertation Universität zu Köln 1984). Köln 1985, ISBN 978-3-412-07884-3.

## Audio-CD
- (mit dem Kölner Stadtanzeiger als Hrsg.:) Kölner Klassik Kollektion. Köln 2009, ISBN 978-3-8321-9560-1